# Cantó de Neuchâtel
Neuchâtel (francès: République et Canton de Neuchâtel) és un cantó de Suïssa.

## Història
El comtat de Neuchatel fou una jurisdicció de Borgonya i del Sacre Imperi Romanogermànic centrat a la població de Neuchâtel (variants dialectals Neufchatel, Neuchatel, alemany Neuenburg).
La població apareix citada per primer cop el 1011 amb el nom de Novum Castellum, i el rei Rodolf III la cedia a la seva dona Ermengarda. El 1032 el regne de Borgonya fou llegat per Rodolf III (que no tenia successor) a l'emperador germànic Conrad II el Sàlic. Eudes, comte de Blois i Xampanya, que reclamava la corona borgonyona, va iniciar la lluita en el curs de la qual va ocupar Neuchâtel el 1033 i el 1034 apareix assetjant la vila.
A la zona apareix abans del 1070 un magnat de nom Ulric, senyor de Fenis (alemany Vineltz), un poble a la riba del llac Bienne, que va tenir quatre fills (Rodolf I; Burcard bisbe de Basilea el 1072 i mort el 1106 o 1107; Conó que fou bisbe de Lausana el 1090 elegit per succeir a Lambert fill de Lambert comte de Granzum, i va morir el 19 de desembre d'un any entre 1103 i 1107; i una filla de nom desconegut casada amb Amadeu I senyor de Montfaucon, fill de Ricard I de Montfaucon).
Rodolf I el va succeir a Fenis i va tenir també la senyoria del castell de Neuchatel; va morir vers el 1099 i va tenir un fill, Ulric II documentat a Neuchatel vers 1125. Va deixar tres fills (Rodolf II, Mangold senyor de Nidau i de Strasberg, i Bertold senyor de Valangin). Rodolf II fou comte de Neuchatel a Nidau vers 1125-1164; el seu germà Mangold és esmentat també a Nidau entre 1125 i 1143. Fou llavors quan es van formar dues branques reunificades el 1375.
El bisbat de Basilea havia adquirit terres que estaven enclavades en el comtat de Neuchâtel, i això va crear alguns conflictes de competències. El 1249 el bisbe va incendiar Neuchâtel i després el comte Bertold va fer construir els murs. El 1400 els ciutadans van provocar nous conflictes; el 1450 la ciutat fou en part destruïda per un incendi.
El darrer descendent directe dels comtes, Joan de Friburg, va morir el 1457 sense successor masculí originant la primera guerra de successió. Rodolf d'Hachberg reclamava la successió com a descendent directe per una filla de l'avi de Joan de Friburg i per testament escrit pel difunt, tenia el suport del burgesos; Lluís de Châlon príncep d'Orange conegut com a Lluís el Bo considerava que el comtat li havia de retornar perquè segons la llei alemanya en absència d'hereus el territori tornava al seu senyor feudal, i que Joan de Friburg s'havia casat amb la seva germana Maria de Châlon el 1416. Rodolf es va imposar el 1458. El fill de Rodolf, Felip d'Hachberg, fou el comte més ric de Neuchâtel. Va prendre possessió del comtat el 1487 i s'havia casat amb Maria de Savoia (neboda de Lluís XI de França) i durant tot el seu govern va anar teixint aliances amb Berna i Friburg i especialment amb el seu cosí Cristofol de Baden per la que s'establia la successió reciproca d'un a l'altra en cas de manca d'hereus mascles per les seves senyories alemanyes. Felip va morir el 1503 i va deixar com a hereva la seva filla Joana; el 1504 Lluís d'Orleans es va casar amb Joana i va esdevenir comte de Neuchatel però entremig la família Hachberg havia perdut el control de les seves terres alemanyes i estava quasi arruïnada.
El 1540, regnant Joana i Lluís, Guillem Farel es va instal·lar a Neuchatel i va predicar i convertir la regió a la reforma protestant. La família d'Orleans va conservar el comtat fins a la mort el 1707 de Maria de Nemours (nascuda d'Orleans-Longueville) que no va deixar hereus directes. La seva successió va atreure uns 15 pretendents amb unes maniobres polítiques molt complexes, però finalment els burgesos van fer decantar la balança en favor del pretendent prussià, ja que Prússia era considerada prou forta per defensar la vila i prou llunyana per no interferir en els afers locals. Així Frederic I de Prússia fou proclamat comte de Neuchâtel.
El 1806 la regió fou breument confiada per Napoleó al mariscal Berthier amb el títol de príncep de Neuchâtel i Valangin, i va estar sota control de França fins al 1813. El 1814 va ingressar a la Confederació Helvètica.

## Llista de comtes de Neuchâtel o Neuenburg

### Senyors de Neuchâtel
- Ulric de Fenis vers 1070
- Rodolf fins vers 1099, senyor de Neuchâtel
- Ulric I vers 1099-1125
- Rodolf I, vers 1125-1149
- Ulric II † 1191/92 (fill)
- Rodolf II 1157/1162 † 1196 (fill)
- Berchtold 1201-1261, † 1261 (fill)
- Rodolf III 1223-1257, † 1263 (fill)
- Ulrich IV 1263-1280 (fill)
- Amadeu, vers 1280-1288 († 1288) (germà)
- Enric, vers 1280-1290 (germà)

### Comtes de Neuchâtel
- Rodolf IV, 1288-1343 († 1343), vassall de la casa de Châlon (branca Châlon-Arly) el 1288, reconegut comte el 1296 (fill d'Amadeu)
- Lluís, 1343-1373 († 1373) (fill)
- Isabel (Elisabet), 1373-1395 († 1395), casada el 1375 amb Rodolf IV comte de Neuchâtel-Nidau, sense successió
  - Verena († 1376/1384) germana casada amb Egen III comte de Freiburg († 1385)

### Casa de Neuchatel-Nidau
- Rodolf (II) 1157/1162 († 1196) (vegeu branca Neuchâtel)
- Ulric III vers 1164- vers 1200
- Ulric IV vers 1200-1225
- Rodolf I vers 1225-1256 o 1258 comte de Nidau i d'Erlach, comte a Borgonya (1255)
- Rodolf II 1256 o 1258-1308 o 1309, comte de Nidau i d'Erlach, comte de Neuchâtel, comte borgonyó 1276
- Rodolf III, vers 1309-1339 (fill) 1336 senyor dels castells de Balm i Büren
- Rodolf IV vers 1339-1375 (fill) comte de Neuchâtel i Nidau pel matrimoni (1373) amb Isabel (Elisabet), comtessa de Neuchâtel, morta el 1395 sense successió

### Comtes de Neuchâtel (amb Nidau) i Friburg de Brisgòvia
El comtat fou venut als comtes de Friburg (Egen III de Frigurg estava sat amb una germana d'Isabel)
- Conrad IV 1395-1424 († 1424), fill de Egen III i Verena
- Joan, 1424-1457 († 1457), fill, sense descendents. Després d'una lluita amb els Châlon passa a Rodolf IV de Hachberg-Rötteln, fill del cosí encara viu (i per tant l'autèntic hereu) Guillem d'Hachberg-Rötteln, famíli branca dels Zähringen

### Zähringer
- Rodolf IV d'Hachberg-Sausenberg o Rodolf IV de Baden, † 1487, marcgravi de Rötteln, senyor de Badenweiler, comte de Neuchatel 1458-1487
- Felip d'Hachberg-Sausenberg, 1487-1503 († 1503), fill
- Joana, 1503-1543 († 1543), filla, del 1512 al 1529 expulsada durant les guerres religioses. Casada amb Lluís I d'Orleans.

### Casa Orléans-Longueville
- Lluís I d'Orleans, 1504-1516 († 1516) el 1513 expulsat per les guerres religioses, 1515 duc de Longueville, comte de Dunois, Tancarville i Montgomery, príncep de Chatel-Allion, vescomte de Melun, Abbeville, Montreuil-sur-Mer, etc., germà de Francesc II d'Orleans, comte de Dunois i de Tancarville
- Claudi d'Orleans 1516-1524 († 1524), fill, duc de Longueville, comte de Dunois, etc.
- Lluís II d'Orleans 1524-1537 († 1537), germà, duc de Longueville, comte de Dunois, etc.
- Francesc III d'Orleans 1537-1551 († 1551), fill, duc de Longueville, comte de Dunois, etc.
- Leonor d'Orleans († 1573), cosina, duquessa de Longueville, comtessa de Dunois, etc.
- Enric I d'Orleans († 1595), fill, duc de Longueville, comte de Dunois, etc.

### Prínceps de Neuchâtel o Neuenburg
- Enric II d'Orléans-Longueville 1595-1663 († 1663), fill, duc de Longueville, comte de Dunois, etc.
- Joan Lluis d'Orleans-Longueville 1663-1694 († 1694), fill, duc de Longueville, comte de Dunois, etc.
- Carles París d'Orleans-Longueville († 1672), germanastre, duc de Longueville, comte de Dunois, etc.
- Joan Lluís d'Orleans-Longueville, 1672-1694, fill
- Maria de Nemours (nascuda Maria d'Orleans-Longueville), 1694-1707 († 1707), germana de Joan Lluís

### Hohenzollern
- Casa reial de Prússia 1707-1806

### Des de 1806
- Lluís Alexandre Berthier, 1806-1813 († 1815), príncep de Neuchâtel
- A la confederació Helvètica 1814, vegeu Cantó de Neuchâtel.